# Jules de Laveaucoupet
Jules de Laveaucoupet (Saint-Sulpice-le-Dunois, 28 aprile 1806 – Parigi, 18 maggio 1892) è stato un generale francese.

## Biografia
Figlio di Sylvie de la Celle e di suo marito, François Merle de la Brugière, émigré e soldato dell' Armée des émigrés guidata dal principe Luigi Giuseppe di Borbone-Condé. François fu capitano durante la restaurazione borbonica.
Nel 1814, Jules venne ammesso alla scuola militare La Flèche e poi all' École spéciale militaire de Saint-Cyr nel 1824, dove ricevette una spada d'onore per mano di re Carlo X per essere stato uno dei migliori studenti del suo corso. Col grado di sottotenente venne destinato al 34º reggimento di fanteria di linea, prendendo parte alla conquista francese dell'Algeria e, su consiglio di suo padre, fece pubblico giuramento di adesione alla nuova costituzione del 1830. Tornò in Algeria nel 1836 come aiutante di campo del generale Trézel, col quale prese parte alla spedizione di Costantina del 1836. Per la sua condotta nella campagna militare e per aver salvato il generale Trézel dopo che questi era stato ferito da un colpo di moschetto, ottenne la Legion d'onore.
Per aver respinto la rivolta popolare del 15 settembre 1841 a Clermont-Ferrand, furono in molti a richiedere la sua promozione, ma questa gli venne rifiutata da Luigi Filippo di Francia per l'appartenenza della sua famiglia al movimento ultra-realista. Candidato deputato nel 1848, non venne eletto, ma nel 1851 venne promosso colonnello. Nella seconda guerra d'indipendenza italiana fu capo di stato maggiore della divisione del generale De La Motte-Rouge del 2º corpo d'armata agli ordini di Mac-Mahon. Venne ferito nel corso della battaglia di Turbigo e poi alla battaglia di Magenta.
Promosso generale il 28 febbraio 1868, ricevette il comando della 3ª divisione del 2º corpo d'armata nel 1870. Il 2 agosto 1870 con Bataille combatté la battaglia di Saarbrücken. Combatté poi nella battaglia di Spicheren il 6 agosto e poi si ritirò verso Metz, dove si arrese il 28 ottobre, divenendo prigioniero dei tedeschi. Quando tornò in Francia venne richiamato dall'Assemblea Nazionale nel 1871. Combatté le sue ultime battaglie nella repressione della Comune di Parigi il 28 maggio 1871 a Montmartre. Venne chiamato a testimoniare al processo al generale Bazaine.
Morì a Parigi il 18 maggio 1892.